# Thal (Feldkirchen-Westerham)
Thal ist ein Ortsteil der Gemeinde Feldkirchen-Westerham. Das Dorf liegt im Nordosten der Gemeinde und hat 80 Einwohner (Stand: 31. Dezember 2004). Östlich von Thal befindet sich eine Kläranlage der Gemeinde.

## Sehenswürdigkeiten
Die Kirche Hl. Dreifaltigkeit ist Filialkirche der Pfarrkirche St. Michael in Großhöhenrain und ist ein einfacher Bau aus dem 16. Jahrhundert. Sehenswert ist die Marien-Holzfigur aus der ersten Hälfte des 17. Jahrhunderts.
Koordinaten: 47° 56′ N, 11° 54′ O